# Tramwaje Szczecińskie
Tramwaje Szczecińskie (hrv.: Ščećinski tramvaji, akr. TS), društvo s ograničenom odgovornošću u Szczecinu kome je osnovna djelatnost prijevoz putnika u gradskom tramvajskom prometu. TS je osnovan 1945. godine kao "Tramvaji i autobusi Szczecina" i tijekom svog postojanja je poslovao pod različitim imenima: "Gradsko prometno poduzeće Szczecin", "Vojvodsko prometno poduzeće", a od 1. siječnja 2009. godine djeluje pod sadašnjim nazivom: "Szczecinski Tramvaji", kao društvo s ograničenom odgovornošću.

## Tramvajske linije
- Depo Pogodno - Glembokie
- Željeznička stanica Niebuševo - Basen Gurniči
- Las Arkonjski - Pomožani
- Pomožani - Potulicka
- Stočnia Ščećinjska - Kžekovo
- Pomožani - Goclav
- Basen Gurniči - Kžekovo
- Gumienjce - Basen Gurniči
- Potulicka - Glembokie
- Gumienjce - Trg Rodla
- Pomožani - Ludova
- Pomožani - Željeznička stanica Niebuševo